# Idrogeno metallico
L'idrogeno metallico si ottiene sottoponendo l'idrogeno a una pressione sufficiente a determinare un cambiamento di fase della materia. È un esempio di materia degenere. L'idrogeno metallico solido consiste in un reticolo cristallino di nuclei atomici, ossia di protoni, separati da uno spazio minore del raggio di Bohr. In realtà questo spazio ha dimensioni paragonabili con la lunghezza d'onda dell'elettrone (vedi lunghezza d'onda di De Broglie). Gli elettroni sono liberi e si comportano come se fossero in un materiale metallico conduttore. Così come le molecole di idrogeno, l'idrogeno metallico è allotropico. Nell'idrogeno metallico liquido i protoni non sono organizzati in un reticolo cristallino, ma in un sistema liquido di protoni ed elettroni.

## Storia

### Predizioni teoriche

#### Metallizzazione dell'idrogeno sotto pressione
Pur essendo situato all'inizio della tavola periodica degli elementi, nella colonna dei metalli alcalini, l'idrogeno non è in condizioni ordinarie un metallo alcalino. Tuttavia nel 1935 i fisici Eugene Wigner e Hillard Bell Huntington ipotizzarono che alle enormi pressioni di 250 000 atmosfere, pari a circa 25 GPa, gli atomi di idrogeno, perdendo i loro elettroni, assumessero caratteristiche metalliche. Le previsioni iniziali sulla pressione necessaria a questa transizione di stato erano troppo basse. Fin dal primo lavoro teorico di Wigner e Huntington emersero le alte pressioni a cui si sarebbero dovuti sottoporre gli atomi di idrogeno per diventare metallici, pressioni che a quel tempo erano irrealizzabili per potenziali esperimenti. Nel 2008 il professor Malcom McMahon, ricercatore dell'Università di Edimburgo, ha sviluppato una tecnica per raggiungere pressioni di cinque milioni di atmosfere, maggiori di quelle presenti al centro della Terra, nella speranza di creare l'idrogeno metallico.

#### Idrogeno metallico liquido
Il protone possiede un quarto della massa del 4He, il quale persino in condizioni di pressione normali è liquido a basse temperature, conseguenza dell'alta energia di punto zero. Analogamente l'energia del punto-zero dei protoni in uno stato di alta densità è enorme, per cui in condizioni di altissime pressioni ci si aspetterebbe una diminuzione in funzione delle interazioni relative alle energie protoniche del punto-zero. Sul massimo punto di fusione dell'idrogeno compresso sono state avanzate delle ipotesi da parte di Neil William Ashcroft e da altri scienziati, ma in un campo di densità situato attorno ai 400 GPa, dove l'idrogeno potrebbe essere un liquido metallico persino a basse temperature.

#### Superconduttività
Ashcroft propose la teoria che l'idrogeno metallico potesse avere caratteristiche di superconduttore persino a temperature ordinarie, 290 K (17 °C), le più elevate per qualsiasi altro materiale candidato a essere superconduttore. Questa caratteristica è dovuta al contrasto fra la sua estremamente alta velocità del suono e il forte accoppiamento previsto tra gli elettroni di conduzione e la vibrazione del reticolo cristallino.

#### Possibilità di nuovi tipi di fluidi quantici
I superconduttori, i superfluidi liquidi e gassosi e supersolidi sono attualmente conosciuti come "super" stati della materia. Egor Babaev ipotizzò che se l'idrogeno e il deuterio possedessero stati liquidi, questi potrebbero possedere stati ordinati nel dominio quantico e pertanto non potrebbero essere classificabili come superconduttori o superfluidi ordinari, rappresentando in realtà due possibili nuovi fluidi quantici: "superfluidi superconduttori" e "superfluidi metallici". Questi materiali mostrano di possedere comportamenti estremamente insoliti, se sottoposti a campi magnetici, e rappresentano una via per verifiche sperimentali di questi nuovi stati della materia. Inoltre si è suggerito che sotto l'influenza di campi magnetici l'idrogeno potrebbe esibire transazioni di fase, da superconduttive a superfluide e viceversa.

### Esperimenti

#### Metallizzazione dell'idrogeno mediante onde d'urto
Nel marzo 1996, un gruppo di scienziati del Lawrence Livermore National Laboratory ottenne un risultato inatteso sottoponendo l'idrogeno a una temperatura di migliaia di kelvin e a pressioni di più di 100 GPa: in queste condizioni osservarono la produzione, per circa un microsecondo, del primo idrogeno metallico identificabile.Il risultato non era prevedibile, dal momento che il gruppo di ricerca stava sperimentando senza utilizzare idrogeno solido e, inoltre, operando a temperature che, in base alla teoria della metallizzazione, erano ritenute troppo elevate per la formazione di idrogeno metallico (studi precedenti, nei quali l'idrogeno era stato compresso, con un'incudine a diamante, fino a pressioni di circa 2,5 milioni di atmosfere, non avevano rivelato segni di metallizzazione. Il team del Livermore aveva semplicemente misurato un cambiamento di conduttività elettrica estremamente minore di quanto ci si aspettasse. I ricercatori utilizzavano un antiquato cannone a gas, originariamente utilizzato come puntatore per missili, per colpire una lastra situata in un contenitore sigillato contenente mezzo millimetro di idrogeno liquido, in contatto con dei cavi collegati a un dispositivo di misurazione della resistenza elettrica. Gli scienziati trovarono che, a una pressione di circa 1,4 milioni di atmosfere, pari a 142 GPa, la banda proibita all'energia degli elettroni, una misura della resistenza elettrica, cadeva quasi a zero. La banda proibita dell'idrogeno, nel suo stato non compresso, è di circa 15 eV, il che lo rende un elemento elettricamente isolante, ma, nel momento in cui la pressione veniva significativamente aumentata, la banda proibita cadeva a 0,3 eV. Poiché l'energia termica del fluido (alla temperatura di 3000 K raggiunta per compressione) del fluido valeva circa 0,3 eV, l'idrogeno a quel punto poteva effettivamente considerarsi metallico.

#### Altre ricerche dopo il 1996
Gli esperimenti continuarono nel tentativo di produrre in laboratorio idrogeno metallico in condizioni di pressione statica e a basse temperature. Nel 1998 Arthur Ruoff e Chandrabhas Narayana della Cornell University e successivamente nel 2002 da Paul Loubeyre e René Le Toullec del CEA, mostrarono la possibilità che a pressioni vicine a quelle del centro della terra, da 3,2 a 3,4 milioni di atmosfere, da 324 a 345 GPa, e a temperature di 100 kelvin l'idrogeno non poteva ancora essere considerato come un metallo alcalino a causa della presenza di una banda proibita maggiore di zero.
La ricerca per ottenere idrogeno metallico in laboratorio, a basse temperature e a pressione statica continuano. Gli studi hanno preso in considerazione anche il deuterio.
Shahriar Badiei e Leif Holmlid dell'Università di Göteborg hanno dimostrato che uno stato condensato metallico costituito di atomi di idrogeno eccitati, definita anche come materia di Rydberg sono effettivamente promotori dell'idrogeno metallico.

#### Esperimenti effettuati nel 2008
La teorica curva di temperatura di fusione prevista (prerequisito per ottenere l'idrogeno metallico liquido) fu scoperta da Shanti Deemyad e da Isaac F. Silvera utilizzando una tecnica laser innovativa a riscaldamento intermittente.
Nel 2008 M.I. Eremets e altri riuscirono a metallizzare una lega di idrogeno, silicio e idrogeno 4, che si scoprì essere anche superconduttore, confermando le previsioni teoriche di N.W. Ashcroft. In questa lega di idrogeno, anche a modeste pressioni l'idrogeno forma un reticolo cristallino con una densità corrispondente all'idrogeno metallico.

#### Metallizzazione dell'idrogeno nel 2011
Nel 2011 M.I.Eremets e I.A.Troyan hanno riferito di aver osservato lo stato metallico liquido dell'idrogeno e del deuterio a pressioni statiche di 260–300 GPa. Tale affermazione è stata messa in dubbio da altri ricercatori nel 2012.

## L'idrogeno metallico in altri contesti

### Astrofisica
Si ipotizza che l'idrogeno metallico sia presente nei pianeti giganti sottoposti a enormi pressioni interne, come Giove e Saturno, e in alcuni dei pianeti extrasolari più recentemente scoperti. Le nuove previsioni indicano che all'interno di Giove sia presente molto più idrogeno metallico di quanto supposto dai modelli matematici precedenti, e che esso possa addirittura affiorare in superficie generando enormi campi magnetici, i più forti in assoluto di tutto il sistema solare.

### Idrogeno drogato di metalli
Come abbiamo descritto in precedenza, la pressurizzazione del silicio e dell'idrogeno 4 forma una lega metallica. È ben conosciuta la permeabilità dell'idrogeno a vari metalli in condizioni di pressione ordinaria. Con alcuni metalli, tra cui il litio, avviene una reazione chimica che produce un composto chimico non-metallico, l'idruro di litio. In altri casi è possibile che l'idrogeno leghi se stesso con il metallo, mentre si sa con certezza che molti metalli (tra cui il palladio), pur diventando friabili, rimangono metallici anche dopo aver assorbito l'idrogeno.

## Applicazioni

### Energia nucleare
Per produrre la fusione a confinamento inerziale, un tipo di fusione nucleare, è necessario concentrare un raggio laser su nuclei di isotopi di idrogeno. L'incremento delle capacità del comportamento dell'idrogeno in condizioni estreme può aumentare il campo di energia.

### Carburanti
È ipotizzabile che in un futuro non certo vicino si possano produrre sostanziali quantità di idrogeno metallico per scopi pratici. L'esistenza è stata teorizzata da una forma definita metastabile di idrogeno metallico, abbreviata MSMH, che non potrebbe essere immediatamente convertita in idrogeno ordinario sotto il rilascio di pressione. Inoltre l'MSMH potrebbe divenire un carburante efficiente e persino ecologico, producendo solo acqua se usato con solo ossigeno. Nove volte più denso dell'idrogeno standard, potrebbe produrre una considerevole quantità di energia nel momento in cui si riuscisse a convertire in idrogeno ordinario. Bruciando più rapidamente, potrebbe essere un ottimo propellente cinque volte più efficiente del semplice idrogeno liquido, ma attualmente l'idrogeno metallico è stato prodotto per troppo breve tempo per comprendere se è possibile formare una fase metastabile.